# Tanaka-Formel
Die Tanaka-Formel ist eine Resultat aus der stochastischen Analysis über die Darstellung der Lokalzeit eines stetigen Semimartingals bei {\displaystyle 0}. Die Formel stammt von dem japanischen Mathematiker Tanaka Hiroshi.
Es existiert eine Verallgemeinerung von Paul-André Meyer.

## Tanaka-Formel
Sei {\displaystyle X=(X_{t})_{t\geq 0}} ein stetiges Semimartingal in {\displaystyle \mathbb {R} } und {\displaystyle L^{0}} seine Lokalzeit bei {\displaystyle 0}. Weiter definieren wir folgende Vorzeichenfunktion
{\displaystyle \operatorname {sgn} (x-):=1_{(0,\infty )}(x)-1_{(-\infty ,0]}(x),}
das heißt zum Beispiel für eine Zufallsvariable {\displaystyle Y_{s}} gilt {\displaystyle \operatorname {sgn} (Y_{s}-)=1_{(0,\infty )}(Y_{s})-1_{(-\infty ,0]}(Y_{s})}.
Dann lautet die Tanaka-Formel
{\displaystyle L_{t}^{0}=|X_{t}|-|X_{0}|-\int _{0}^{t}\operatorname {sgn} (X_{s}-)\mathrm {d} X_{s},\quad t\geq 0.}
Allgemeiner definiert man die Lokalzeit {\displaystyle L_{t}^{x}} an einem Punkt {\displaystyle x\in \mathbb {R} } als die Lokalzeit bei {\displaystyle 0} für den Prozess {\displaystyle X-x}, dann erhält man folgende Tanaka-Formel
{\displaystyle L_{t}^{x}=|X_{t}-x|-|X_{0}-x|-\int _{0}^{t}\operatorname {sgn} \left((X_{s}-x)-\right)\mathrm {d} X_{s},\quad t\geq 0.}